# Neortholomus koreshanus
Neortholomus koreshanus är en insektsart som först beskrevs av Van Duzee 1909.  Neortholomus koreshanus ingår i släktet Neortholomus och familjen fröskinnbaggar. Inga underarter finns listade i Catalogue of Life.